# Čudežne besede
Čudežne besede so slikanica slovenskega pisatelja Miha Mazzinija in ilustratorja Štefana Turka. Izšle so leta 2023 pri založbi Malinc.

## Vsebina
Slikanica Čudežne besede govori o pritisku, ki ga starši s svojimi pričakovanji nalagajo otrokom in kako otroci poskušajo postati tako, kot jih starši opisujejo. Zgodba pripoveduje o Egonu, ki posluša, kako ga starša hvalita na vse pretege in njegovo telo se prične spreminjati tako, da odgovarja hvaljenju staršev. Spremeni se v spako, ki jo ne spoznata niti lastna starša. 

## Recenzije
- "Poučno besedilo, ki je povsem v skladu z Mazzinijevimi kolumnističnimi načeli, je opremljeno z izjemnimi realističnimi ilustracijami Štefana Turka."[1]